# Р. Л. Стайн: Время призраков
«Р. Л. Стайн: Время призраков» (англ. R. L. Stine's The Haunting Hour) — американо-канадский телесериал-антология в жанре хоррор-фэнтези, транслировавшийся с 2010 по 2014 год. Основан на фильме «Время призраков: не думай об этом» и серии книг писателя Роберта Лоуренса Стайна.
Основная целевая аудитория — зрители подросткового возраста. «Время призраков» продолжает традиции известных антологий ужасов, таких как «Мурашки» и «Боишься ли ты темноты?».

## Сюжет
В каждой серии разные дети и подростки сталкиваются с проявлениями тёмных сил и пытаются с ними бороться. Нередко в конце эпизода главный герой оказывается в безвыходном положении или даже гибнет (это, как правило, остаётся за кадром).

## В ролях
Обычно актёрский состав меняется с каждой серией, иногда одни и те же актёры могут появиться в разных ролях.
В разное время в сериале снимались:
- Бэйли Мэдисон — Лили Карбо / Дженни / Бекки. В премьерном эпизоде, состоящем из двух частей, сыграла девочку Лили, которая получила в подарок про́клятую куклу, а также снялась в главной роли в эпизоде «Scarecrow»[2].
- Дилан Миннетт — Кори, любитель комиксов, которому достаётся набор кистей его любимого художника Алана Миллера (двойная отсылка к Алану Муру и Фрэнку Миллеру)[3]. Кисти, как оказывается, обладают силой показывать будущее при помощи рисунков и могут влиять на того, кто ими пользуется[3]. Помимо этого, Миннетт появился в эпизоде «Funhouse» в роли Чеда. По словам самого актёра, он является поклонником серии книг Стайна и сериала «Мурашки»[4].
- Дакота Гойо — Джош, единственный раз появившийся в эпизоде «Flight». Мальчик впервые летит самолётом и думает, что его соседка — сама Смерть. За эту роль актёр был номинирован на дневную премию «Эмми»[5] и «Young Artist Award»[6].

## Обзор серий
| Сезон | Сезон | Кол-во серий | Выпуск           | Выпуск           |
| Сезон | Сезон | Кол-во серий | Премьера         | Финал            |
| ----- | ----- | ------------ | ---------------- | ---------------- |
|       | 1     | 22           | октябрь 29, 2010 | май 14, 2011     |
|       | 2     | 18           | октябрь 1, 2011  | февраль 4, 2012  |
|       | 3     | 26           | октябрь 13, 2012 | декабрь 21, 2013 |
|       | 4     | 10           | октябрь 4, 2014  | ноябрь 29, 2014  |